# Halictus centrosus
Halictus centrosus är en biart som beskrevs av Joseph Vachal 1910. Halictus centrosus ingår i släktet bandbin, och familjen vägbin. Inga underarter finns listade i Catalogue of Life.